# Centris elegans
Centris elegans är en biart som beskrevs av Smith 1874. Centris elegans ingår i släktet Centris och familjen långtungebin. Inga underarter finns listade.